# Pandorum - L'universo parallelo
(Tag-line del film.)
Pandorum - L'universo parallelo (Pandorum) è un film del genere fantascienza-thriller del 2009 scritto da Travis Milloy, diretto da Christian Alvart e prodotto da Paul W.S. Anderson. Nel film recitano gli attori Dennis Quaid e Ben Foster. Le riprese erano iniziate a Berlino nell'agosto 2008; il film è poi uscito il 25 settembre 2009 negli Stati Uniti e il 2 ottobre dello stesso anno in Gran Bretagna.

## Trama
La vicenda, ambientata nel XXII secolo, narra della scoperta di Tanis, un pianeta adatto a ospitare l'umanità, costretta a sopravvivere a stento sulla Terra ormai sull'orlo del collasso. Una spedizione di colonizzazione, inviata nel 2174 con l'arca spaziale Elysium, parte in condizioni di ipersonno per coprire i 123 anni del viaggio che separano la Terra da Tanis. L'equipaggio è strutturato in squadre in modo tale da darsi il cambio continuo ogni due anni durante la navigazione. A otto anni nel viaggio, la nave riceve un messaggio dalla Terra che comunica «Siete la nostra ultima speranza, buona fortuna, Dio vi benedica, andate con Dio» in più lingue.
Due membri di una squadra di navigazione, il caporale Bower e il tenente Payton, sono risvegliati dall'ibernazione. Entrambi soffrono un'amnesia temporanea a causa dell'ipersonno. I due scoprono che qualcosa nell'astronave non va per il verso giusto: i sistemi sono in sovraccarico a causa del reattore nucleare instabile, e non hanno accesso al ponte di comando per via di un portellone chiuso ermeticamente. Mentre Payton cerca di avere accesso al ponte, Bower si fa strada attraverso i condotti di aerazione per tentare di raggiungere il reattore e ripararlo manualmente.
Bower inizia a temere il rischio della Sindrome Orbitale Disfunzionale, detta comunemente Pandorum, una sorta di pazzia che colpisce gli astronauti dei lunghi viaggi spaziali, portandoli a turbe ossessive e al delirio. Il Pandorum ha portato al catastrofico fallimento della precedente missione per Tanis, quando il capitano dell'arca spaziale Eden, in preda al Pandorum, si convinse che la missione fosse maledetta, decidendo così di assassinare il suo equipaggio e in seguito di uccidere tutti i passeggeri ibernati, espellendo le loro capsule nello spazio.
Bower scopre che la nave è infestata da una moltitudine di mostruosi umanoidi selvatici e cannibali, e in seguito incontra due sopravvissuti: la biologa Nadia e Manh, della squadra agricoltura. Bower si avvale del loro aiuto per giungere al reattore. L'incontro con un altro sopravvissuto, il cuoco Leland, fa capire loro quanto è successo: uno dei membri dell'equipaggio precedente, dopo aver ricevuto un messaggio dalla Terra che annunciava la distruzione del pianeta per cause sconosciute, sembra essere stato colto da Pandorum in preda alla disperazione e aver ucciso i due colleghi, decidendo di instaurare un regime autocratico sui passeggeri della nave risvegliandoli dall'ipersonno e isolandoli senza cibo, costringendoli così a una regressione bestiale. Mentre la vittima del Pandorum tornò a dormire, i cannibali si evolsero in mostri dopo poche generazioni, complice principalmente un enzima iniettato dalle stesse capsule di ipersonno per meglio adattare i coloni alla condizioni di vita su Tanis, una volta arrivati.
Payton intanto incontra il caporale Gallo, un altro membro dell'equipaggio, coperto di sangue, che dichiara di essere stato costretto a disfarsi dei colleghi del precedente equipaggio, perché colti da Pandorum; ma ben presto coglie le deficienze del suo racconto e scopre in lui i segni inequivocabili del delirio: Gallo infatti lo incita a lanciare tutti nello spazio. Nel frattempo Leland droga Bower e il suo gruppo per mangiarli, ma Bower riesce a fargli cambiare idea convincendolo che lo deve aiutare a raggiungere il reattore per salvare la nave. Bower spera di trovare sua moglie per salvarla prima che vada incontro ai mutanti, ma poi si ricorda che ella era rimasta sulla Terra dopo avere divorziato. Rendendosi conto che adesso lei è morta insieme alla Terra, Bower inizia a perdere le speranze e ad avvertire i sintomi della pazzia.
Giunti al reattore, il gruppo scopre un insediamento di mutanti che dormono intorno alla struttura. Bower tenta di passare attraverso i mutanti, ma finisce per farsi scoprire. Manh gli salva la vita distraendo i mutanti, permettendo a Bower di raggiungere i controlli del reattore e di riattivarlo, uccidendo all'istante numerosi mutanti. Leland si allontana da solo mentre Manh affronta il capotribù dei mutanti per permettere a Bower e a Nadia di mettersi in salvo. Alla fine di un combattimento, Manh sconfigge il leader, ma poi viene sgozzato da un bambino mutante che egli esitava a uccidere.
Contemporaneamente da Payton, Gallo continua a essere sempre più aggressivo nei suoi confronti, costringendolo a preparare una siringa di anestetico per farlo tacere. Quando l'energia viene restaurata e il portellone per il ponte di comando si apre, Gallo assale Payton e gli inietta il sedativo, per poi svanire nel nulla. Payton finalmente guarisce dall'amnesia e si ricorda che lui stesso è Gallo e che era tormentato da una visione di se stesso giovane, rivelando di essere lui l'affetto dal Pandorum che uccise la sua squadra quando impazzì per via della notizia della distruzione della Terra. Così si mise a giocare a Dio creando i mutanti cannibali, per poi addormentarsi nella capsula del vero Payton dopo averlo ucciso.
Leland raggiunge il ponte di comando per primo e Gallo lo uccide. Quando giungono Bower e Nadia, Gallo scopre le vetrine del ponte di comando, rivelando che la nave è alla deriva nello spazio profondo senza stelle. Lo shock di questa rivelazione spinge Bower al Pandorum e Gallo ne approfitta per cercare di farlo schierare dalla sua parte. Tuttavia Nadia indica una forma di vita marina bioluminiscente, scoprendo così che in realtà l'Elysium è già arrivata a Tanis da 923 anni, atterrando automaticamente e finendo sul fondo dell'oceano del pianeta.
Bower, colto dal Pandorum a causa del trauma della scoperta, involontariamente rompe una vetrina causando un allagamento. Gallo e i mutanti cannibali muoiono annegando, mentre Bower e Nadia si salvano dall'allagamento della nave tramite l'utilizzo di una capsula di ipersonno, espulsa dalla nave. Segue l'espulsione anche delle capsule degli altri passeggeri, tramite attivazione automatica dei sistemi di sicurezza di bordo. Giunti tutti a galla presso una bella spiaggia, ha così inizio l'Anno Uno su Tanis, popolato da 1213 dei 60.000 coloni partiti.

## Distribuzione
La Eagle Pictures a giugno 2010 ha reso pubblico il primo trailer in italiano. Il film è stato distribuito negli Stati Uniti il 25 settembre 2009 mentre in Italia il film è uscito nelle sale il 6 agosto 2010.